# Jessica Napier
Jessica Napier (ur. 4 kwietnia 1979 w Wellington) – nowozelandzka aktorka. Jej ojciec Marshall Napier, również był aktorem. Zagrała z nim razem w serialu Córki McLeoda.

## Wybrana filmografia
- Policjanci z Mt. Thomas Escape Route (1991-1996) jako Tracey/Zoe
- Miłosna serenada (1996) jako Deborah
- Szczury wodne (1996-2001) jako Vanessa (gościnnie)
- Żyć w Blackrock (1997) jako Rachel Ackland
- Tropem zbrodni (1997-1999) jako Brodie Cochrane
- Zaginiony świat (1999-2002) jako Gladice (gościnnie)
- Cięcie (2000) jako Raffy
- Córki McLeoda (2001-2003) jako Becky Howard
- Nowa skóra (2002) jako Lyra
- Okrutna wyliczanka (2005) jako Jen
- Ghost Rider (2007) jako kelnerka
- Ekipa ratunkowa (2009) jako Nicole